# The Blue Moon Rockers
The Blue Moon Rockers is een Nederlandse rock-'n-rollband. Ze zingen zowel Engels- als Nederlandstalige nummers en instrumentaaltjes.
The Blue Moon Rockers is oorspronkelijk ontstaan in een Waalwijkse bakkerij, ze zagen de optie The Crazy Bakers als bandnaam, maar vanwege hun liefde voor Elvis Presley werd de naam The Blue Moon Rockers; gerelateerd aan de naam van Elvis' eerste band The Blue Moon Boys. Inspiratiebronnen van de band zijn onder andere Carl Perkins, The Tielman Brothers, Crazy Cavan & The Rhythm Rockers, Savage Kalman, Elvis Presley, Cliff Richard en Bart Strik.
De band heeft een eigen fanclub, die is opgericht in 1996 en momenteel ongeveer 270 leden telt. De band geeft een eigen clubblad uit, dat ieder kwartaal verschijnt. Hierin staan interviews, verslagen van optredens en randgebeurtenissen binnen de band en fanclub. Ter gelegenheid van het 10-jarig bestaan van de fanclub verscheen er in 2006 een dvd, genaamd The Blue Moon Rockers in Concert, live opgenomen in de Groene Engel te Oss.
Na 17 jaar is de band opgehouden te bestaan, op 27 januari 2012 was het laatste optreden in `t Tunneke in Heesch.
Daarmee is ook de fanclub opgeheven.

## Bandleden
- Peter van Zandvoort - drumstel en zang
- John Romme - basgitaar
- Rob Manders - sologitaar
- Loed Verhagen - leadzang
- Jeffrey van Helvoirt - slaggitaar en zang

- Ben van Helvoirt † mei 2009 - slaggitaaren zang

## Discografie

### Cd's
- School Of Rock & Roll (1996)
- Volume 2
- The Third Moon (2003)
- Ik Bewonder Jou (2008)

### Dvd
The Blue Moon Rockers in Concert